# Roberto Marinho (livro)

Capa do livro Roberto Marinho, de Pedro Bial

Roberto Marinho é um livro biográfico sobre o jornalista Roberto Marinho, escrito por Pedro Bial em 2004.
Conforme a Revista Época, a biografia foi escrita "no intuito de humanizar aquele que foi uma das mais importantes figuras da História do Brasil". Traz revelações não somente sobre o biografado, como sobre sua juventude boêmia e esportiva, mas também sobre seu pai, Irineu Marinho, patriarca da família, que iniciou como revisor e tornou-se proprietário de jornal. Trata também de temas polêmicos, como as relações do jornalista com Luiz Inácio Lula da Silva até 1992 ou o apoio dado à eleição presidencial de Fernando Collor de Mello.
A biografia não traz informações não autorizadas e, para realizá-la, haviam sido anteriormente cogitados Otto Lara Resende e Armando Nogueira.